# 约翰·杰伊
约翰·杰伊（英語：John Jay，1745年12月23日—1829年5月17日），出生于纽约城，美国开国元勋，1783年《巴黎条约》的谈判者和签署者。在18世纪80年代的大部分时间里，他指导了美国的外交政策。他与本杰明·富兰克林和约翰·亚当斯一同出使法国、他是联邦党人的重要领袖，与亚历山大·汉密尔顿和詹姆斯·麦迪逊一起撰写了《联邦党人文集》。他从1789年到1795年出任美国首席大法官。1829年逝世于纽约威斯特徹斯特郡。
作为一个强有力的中央集权政府的支持者，杰伊于1788年在纽约批准了美国宪法。联邦政府成立后，杰伊被乔治·华盛顿总统任命为美国第一位首席大法官，任期从1789年到1795年。杰伊法院的工作量不大，在6年里只审理了4起案件。1794年，在担任首席大法官期间，杰伊与英国谈判了备受争议的杰伊条约。杰伊在前四次总统选举中有三次获得了几张选举人票，但从未参加过总统竞选。
杰伊在1795年至1801年间担任纽约州州长。长期以来，他一直反对奴隶制，他制定了一项法律，规定逐步解放奴隶，在杰伊的有生之年，奴隶制制度在纽约被废除。在约翰·亚当斯总统任期的最后日子里，杰伊获得了参议院的批准，将继续担任首席大法官，但他拒绝了这个职位，回到了纽约州威斯特徹斯特的农场。

## 早年
杰伊出生于纽约的一个富有的商人家庭和纽约市政府官员的荷兰后裔，杰伊的祖父奥古斯都·杰伊(Augustus Jay)和他的妹妹圣·杰伊(Saint Jay)从法国搬到了弗吉尼亚殖民地，然后又搬到了纽约，在那里他建立了一个成功的商业帝国。杰伊的父亲彼得·杰伊(Peter Jay)，1704年出生在纽约，成为一名富商，从事皮草、小麦、木材和其他商品的生意。他在国王学院（后来的哥伦比亚大学的前身）就读后与罗伯特·利文斯顿一起在纽约作律师。并加入了纽约通信委员会，在美国革命前组织反对英国政策。战争结束后，杰伊担任外交部长，根据《联邦政府条例》指导美国的外交政策。他还担任了临时国务卿。

## 美国革命
杰伊在纽约建立了名声，因此被选为第一次和第二次大陆会议的议员。这两次会议的内容是讨论美洲殖民地是否应该从英国独立。从1778年12月10日到1779年9月27日他被选为大陆会议的第五任主席。此后他成为美国革命最重要的外交官之一，1779年至1782年，担任驻西班牙大使。他说服西班牙为美国提供财政援助，他还调停促成了西班牙与法国之间的和平。

## 外交国务秘书
1784年杰伊被委任为外交国务秘书，即后来的国务卿。
但是《联邦条例》所规定的联邦政府实际上无法工作。杰伊、汉密尔顿和麦迪逊称为章程的批评人。杰伊认为章程中规定的政府太软弱，无法有效地实行政府工作。他考虑道：

联邦条例规定国会有权宣战，但却无权征募士兵或金钱来维持作战的需要；它有权议和，但却无权控制和平条约的满足；它有权结盟，却无权完成联盟的义务；它有权签署贸易条约，却无权在国内外遵守条约。一句话，它可以顾问、劝告、要求和请求。谁愿意可以去理会它。

杰伊本人没有参加费城会议，但他与汉密尔顿和麦迪逊一起主张建立一个新的、更有权的、中央的、但依然平衡的政府。他们一起写了《联邦党人文集》，这个文集中共有85篇说服公民接受美国宪法的文章。杰伊写了其中五篇。

## 首席大法官
1789年乔治·华盛顿委任杰伊为最高法院首席法官。杰伊和其他大法官在奇澤姆訴喬治亞州案中判决各州不享有主權豁免，州政府必须服从联邦政府。对这个决定不满的人后来推動美国宪法第第十一條修正案推翻聯邦最高法院的判決，防止某州的公民在聯邦法院起訴另一個州。
1794年杰伊作为特使前往英国来商议避免战争的新条约。这个条约后来被称为杰伊条约。杰伊本人和美国政府都认为这是当时能够达成的最好的条约了。华盛顿和国会（持保留态度并要求修改后）签署了这个条约，虽然如此许多人反对这个条约，使得杰伊也非常不受欢迎。杰伊有一次说他可以藉着焚烧他的肖像的光从波士頓去费城。这个条约显然也使杰伊被选为美国总统的可能性消失了。

## 纽约州长
杰伊还在英国时，就被选为纽约州州长。他退出最高法院，擔任州长直到1800年。约翰·亚当斯总统再次提名他为首席大法官，国会也很快批准这項提名，但杰伊以健康不良和「法庭缺乏它支持国家政府所需要的能量、重要性和威严」为由拒绝。
杰伊赢得1802年的州长选举，但他还是辞职。他退出政界，回到在纽约州威斯特徹斯特郡的莊園。1829年5月15日，杰伊於莊園內逝世，他被葬在儿子的庄园上。
杰伊的故居、部分莊園和墓地已改建成博物馆。
纽约州有一个小城、印第安纳州有一个郡以杰伊命名。纽约市立大学的刑事司法學院也以杰伊命名。
| 官衔                     | 官衔                        | 官衔                   |
| ------------------------ | --------------------------- | ---------------------- |
| 前任者： 羅伯特·R·李維頓 | 美国外交部长 1784–1789      | 繼任者： 职位废除      |
| 前任者： 职位设立        | 美国国务卿 (代理) 1789–1790 | 繼任者： 托马斯·杰斐逊 |
| 前任者： 乔治·克林顿     | 纽约州州长 1795–1801        | 繼任者： 乔治·克林顿   |
| 司法职务                 |                             |                        |
| 前任者： 首次设立        | 美国首席大法官 1789–1795    | 繼任者： 约翰·拉特利奇 |